# 艺新街道
艺新街道，是中华人民共和国河南省焦作市山阳区下辖的一个乡镇级行政单位。

## 行政区划
艺新街道下辖以下地区：
艺新社区、工字路社区、五号院社区和群英新村社区。